# Скорупа, Адам
Адам Скорупа (пол. Adam Skorupa) — известный польский композитор и звукорежиссёр, участник демосцены. На демосцене для PC и Amiga известен под псевдонимом Scorpik. Его самые известные и успешные работы: саундтрек для игр «Горький-17», «Painkiller» и «Ведьмак». В 1995 году Скорупа и другой польский композитор Павел Блащак образовали компанию «gamesXsound». Кроме этого, Скорупа является одним из основателей музыкальной группы Aural Planet. Скорупу часто называют флагманом польского игрового саундтрека и одним из лучших польских трекерщиков демосцены.

## Биография и творчество
Адам Скорупа родился 1 августа 1975 года в польском городе Вроцлав. Как и большинство трекерных музыкантов того времени, Скорупа начал составлять музыку на компьютерах Amiga, позднее перейдя на PC. В своё время Скорупа состоял в группах: Pic Saint Loup, Picco, Pulse, Noiseless, Zack Team и Investation. Он был признан лучшим польским трекерщиком 90-х наравне с Falcon.
В 1995 года Адам Скорупа и его друг Павел Блащак (пол. Paweł Błaszczak) образовывают совместную компанию «gamesXsound», которая занимается созданием музыки и звукового оформления для компьютерных игр, кинофильмов, мультимедиа и рекламных роликов. Все свои последующие музыкальные работы для игр Адам Скорупа создавал именно в составе «gamesXsound».
В 1997 Адам Скорупа вместе с тремя своими друзьями из Польши, также трекерными музыкантами: Konrad Gmurek (KeyG), Jacek Dojwa (Falcon) и Radosław Kochman (Raiden), — образовал электронный эмбиент-проект «Aural Planet». Свой первый альбом «Lightflow» они выпустили в 1997 году.
Впервые музыку для игр Скорупа начал писать в 1998 году для игры «Горький-17». Первым серьёзным игровым проектом, в котором принял участие (хотя и не ведущим композитором) Скорупа, был шутер от третьего лица Max Payne 2: The Fall of Max Payne, вышедший в 2003 году.
В 2003 году Скорупа совместно со своим приятелем Бьёрном Линном (норв. Bjørn Lynne), другим широко известным композитором, выпустили танцевальный альбом «Power Liquids», записанный под маркой «Divinorum vs Aural Planet» и ставший большим событием на независимой электронной сцене.
Однако первой игрой, где Скорупа был центральным композитором, стал польский шутер Painkiller и его аддон (дополнение) «Painkiller: Battle Out of Hell», вышедшие в 2004 году. Вместе с Марцином Чартыньским (пол. Marcin Czartynski) Скорупа создал очень качественный саундтрек в стиле хэви-метала и эмбиента.
После Painkiller Скорупа участвовал в написании музыки для польского ковбойского шутера в стиле «вестерн» Call of Juarez, вышедшего в 2006 году, и для шутера от третьего лица «Дьявольщина», разработанного польской компанией Metropolis Software и выпущенного 23 февраля 2007 года.
Последней и самой значимой работой Скорупы в игровой музыке стало участие в создании масштабного саундтрека для ролевой компьютерной игры Ведьмак (The Witcher), которая разрабатывалась польской компанией CD Projekt RED (дочерный филиал крупнейшего польского издателя CD Projekt) и была выпущена 24 октября 2007 года. Над саундтреком, кроме Скорупы, работал и Павел Блащак. Однако кроме работы композитором, Скорупа был ещё и главным звукорежиссёром игры. В его обязанности входило полное создание фонового окружения игры. «И поскольку Павел предпочитает ноты звуковым эффектам, все игровые шумы, эхо, стуки, вопли, крики и прочее являются тем, что я должен предоставить» — пишет Скорупа. В итоге саундтрек игры, как и сама игра, собрал множество лестных отзывов как от игровых рецензентов, так и от музыкальных. На церемонии «Best Original Score» (рус. Лучший оригинальный саундтрек), проводимой всемирно известным игровым сайтом IGN, саундтрек «Ведьмака» завоевал первое место.
В мае 2007 года Адам Скорупа и Бьёрн Линн выпустили свой второй совместный электронно-инструментальный альбом «Undercover» (рус. Под прикрытием), написанный под впечатлением от шпионских фильмов и криминальных триллеров. Альбом состоит из 14 композиций общей продолжительностью около часа.
Осенью 2007 года в составе «gamesXsound» Скорупа и Блащак написали музыку для трейлера игры EVE Online: Trinity.
До конца 2009 Адам Скорупа являлся штатным музыкантом и звукорежиссёром польского издателя и разработчика игр CD Projekt. Работал над музыкой для нового шутера They, а также над саундтреком к Ведьмаку 2.
Потом Скорупа уволился из CD Projekt, но саундтреки в его исполнении всё же вошли в игру. Кроме того, он продолжил тесное сотрудничество с Павлом Блащаком в рамках «gamesXsound».